# Живий натюрморт
«Живий натюрморт» — картина іспанського художника  Сальвадора Далі, написана у 1956 році.

## Опис
На картині всі предмети зображені в динаміці, ніби підняті вихором. Одночасно вони є фрейдистськими символами.  